# 8465 Банселен
8465 Банселен (1981 EQ31, 1990 WR) — астероїд головного поясу, відкритий 2 березня 1981 року.
Тіссеранів параметр щодо Юпітера — 3,176.